# Lockfågeln (1947)
Lockfågeln är en amerikansk kriminalfilm från 1947 i regi av Douglas Sirk. Filmen var en nyinspelning av den franska filmen Pieges i regi av Robert Siodmak från 1939.

## Handling
Den amerikanska showartisten Sandra Carpenter arbetar som betald danspartner (taxi dancer) i London. När en av hennes vänner saknas och misstänks ha fallit offer för den beryktade "poetmördaren" börjar hon arbeta undercover för att hjälpa Scotland Yard att få fast honom.

## Rollista
- George Sanders - Robert Fleming
- Lucille Ball - Sandra Carpenter
- Charles Coburn - polisinspektör Harvey Temple
- Boris Karloff - Charles van Druten
- Cedric Hardwicke - Julian Wilde
- Joseph Calleia - Nicholas Moryani
- Alan Mowbray - Lyle Maxwell
- George Zucco - H. R. Barrett
- Robert Coote - polisdetektiv
- Alan Napier - Gordon
- Tanis Chandler - Lucy
- Charles Coleman - Sir Charles (ej krediterad)